# Astermonnik
De astermonnik (Cucullia asteris) is een nachtvlinder uit de familie van de uilen (Noctuidae). De soort heeft een spanwijdte van 45 tot 52 mm. De astermonnik overwintert als pop in de grond.
De imago kan verward worden met de kuifvlinder, de helmkruidvlinder en Shargacucullia lychnitis.

## Voedsel
De waardplanten zijn zulte en guldenroede, maar ook wel gekweekte astersoorten in tuinen.

## Verspreiding in Nederland en België
De astermonnik is in Nederland en België een zeldzame soort. In Nederland komt de soort vooral voor in de kustgebieden; in België is de soort verspreid over het hele land, maar lijkt vooral in het zuiden achteruit te gaan. De vliegtijd is van mei tot halverwege september.